# Факторія

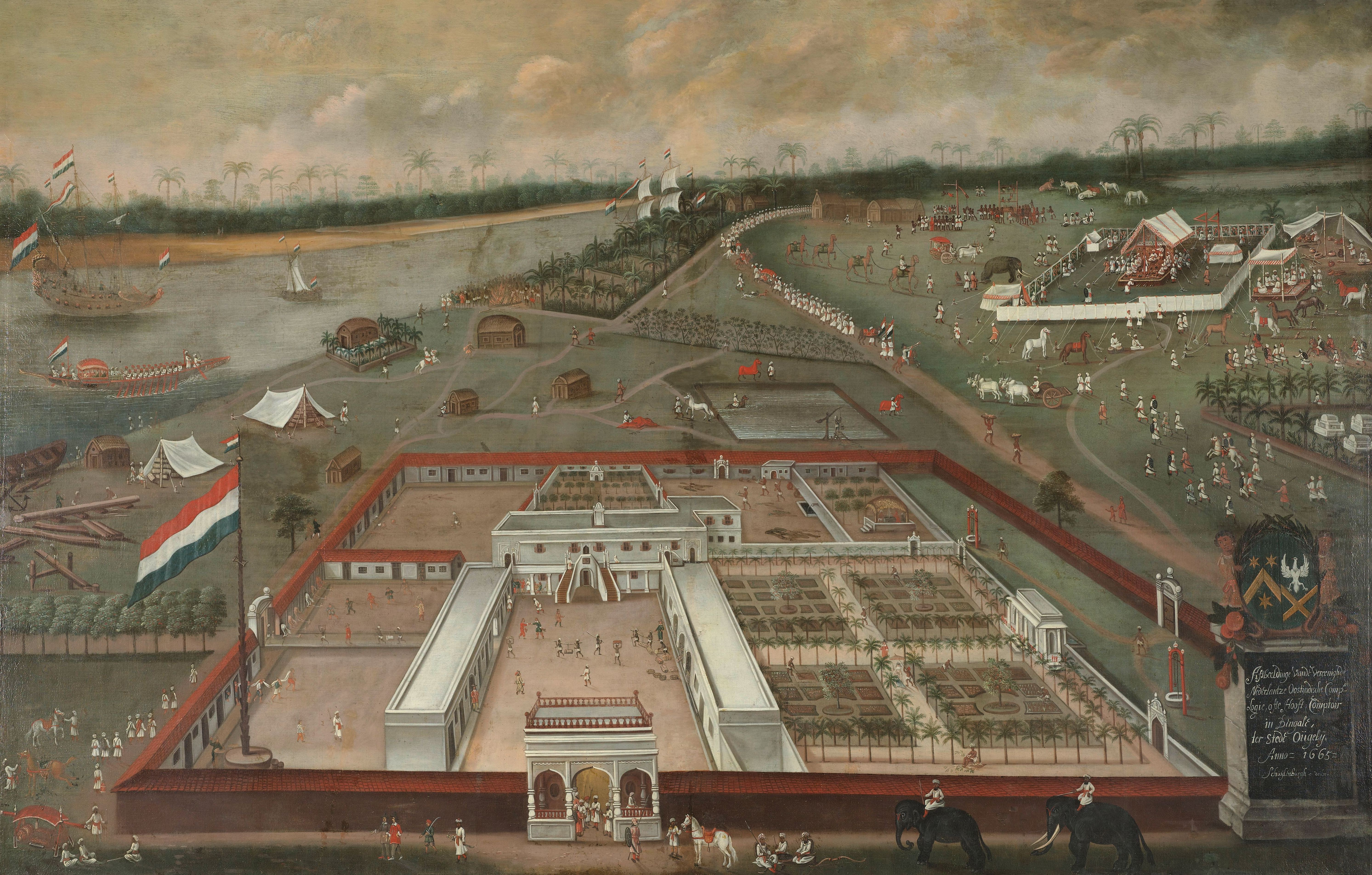
Голландська Ост-Індійська факторія в Хуглі-Чучура, Бенгалія, 1665

Факто́рія чи торговий пост — торгове поселення, утворене іноземними (найчастіше європейськими) купцями на території іншої держави або колонії. Факторіями називалися подібні утворення у віддалених районах своєї країни. Ту ж саму назву носять торгові контори, утворені у віддалених регіонах з тією ж метою.

## Основні відомості
Торгові пости були типовим елементом ранніх поселень у Канаді та США, де вони слугували для обміну хутра та інших місцевих продуктів на індустріальні товари (тканина, прикраси, зброя, алкоголь). Пізніше при численних торгових постах почали відкриватися невеликі лавки, де можна було купити різноманітні товари першої необхідності. Першопочатково розташовані у віддалених малозаселених районах, деякі торгові пости з часом перетворилися у села та навіть міста.

## Факторії в СРСР
В СРСР факторіями називалися утворені державою у віддалених промислових районах пункти для закупівлі добутих мисливцями шкур цінного пушного звіра та забезпечення мисливців промисловою зброєю, матеріалами, одягом, провізією та предметами домашнього використання.